# Élections du Conseil fédéral suisse de 2019
Les élections du Conseil fédéral suisse de 2019 ont lieu le mercredi 11 décembre 2019. L'Assemblée fédérale y renouvelle les sept membres du Conseil fédéral, organe exécutif de la Confédération suisse, pour la 51e législature.
Après les élections fédérales en octobre de la même année, l'Assemblée fédérale nouvellement élue est appelée à renouveler intégralement le Conseil fédéral, le gouvernement fédéral suisse, comme le prévoit la Constitution fédérale.
Tous les conseillers fédéraux sortants se présentent à leur réélection et sont réélus, même si le siège du représentant du Parti libéral-radical Ignazio Cassis est attaqué sans succès par la représentante des Verts Regula Rytz.

## Conseil fédéral
Le Conseil fédéral, composé de sept membres, est l'organe exécutif de la Suisse. Les membres sont élus par l'Assemblée fédérale, réunion entre le Conseil national (chambre basse du Parlement) et le Conseil des États (chambre haute du Parlement).
Leur mandat est de quatre ans et leur réélection est généralement assurée, sauf dans de très rares cas. Par tradition, les conseillers fédéraux choisissent eux-mêmes le moment de leur départ, soit à l'occasion du renouvellement intégral du Conseil fédéral soit, plus fréquemment, au milieu d'une législature.

## Déroulement de l'élection
L'Assemblée fédérale élit les membres du Conseil fédéral à la session qui suit le renouvellement intégral du Conseil national. Les sièges sont pourvus un par un, par ordre d’ancienneté des titulaires précédents. Les sièges auxquels sont candidats les membres sortants du Conseil fédéral sont pourvus en premier.
Est élu le candidat réunissant sur son nom plus de la moitié des voix (majorité absolue). Il est procédé à autant de tours de scrutin qu'il est nécessaire. Les votes sont libres les deux premiers tours, chaque citoyen suisse disposant du droit de vote au niveau fédéral étant théoriquement éligible. À compter du troisième tour, les candidats ayant réuni le moins de voix sont progressivement éliminés.
Lors de l'élection du 11 décembre 2019, les sept conseillers fédéraux sont candidats à leur propre succession.

### Conseillers fédéraux se représentant à leur propre succession
| Nom                 | Né(e) le   | Canton d'origine | Parti | Date d'élection |
| ------------------- | ---------- | ---------------- | ----- | --------------- |
| Ueli Maurer         | 01.12.1950 | ZH               | UDC   | 10.12.2008      |
| Simonetta Sommaruga | 14.05.1960 | BE               | PSS   | 22.09.2010      |
| Alain Berset        | 09.04.1972 | FR               | PSS   | 14.12.2011      |
| Guy Parmelin        | 09.11.1959 | VD               | UDC   | 09.12.2015      |
| Ignazio Cassis      | 13.04.1961 | TI               | PLR   | 20.09.2017      |
| Karin Keller-Sutter | 22.12.1963 | SG               | PLR   | 05.12.2018      |
| Viola Amherd        | 07.06.1962 | VS               | PDC   | 05.12.2018      |

## Détail des élections

### Réélection d'Ueli Maurer
La réélection d'Ueli Maurer est soutenue par l'ensemble des groupes parlementaires (UDC, PSS, PLR, PDC, Verts et Verts libéraux).
| Candidats            | Candidats            | Partis               | Premier tour | Premier tour |
| Candidats            | Candidats            | Partis               | Voix         | %            |
| -------------------- | -------------------- | -------------------- | ------------ | ------------ |
|                      | Ueli Maurer          | UDC                  | 213          | 87,29        |
|                      | voix éparses         |                      | 8            | 3,27         |
|                      |                      |                      |              |              |
| Votes valables       | Votes valables       | Votes valables       | 221          |              |
| Votes blancs et nuls | Votes blancs et nuls | Votes blancs et nuls | 23           |              |
| Total                | Total                | Total                | 244          |              |

### Réélection de Simonetta Sommaruga
La réélection de Simonetta Sommaruga est soutenue par l'ensemble des groupes parlementaires (UDC, PSS, PLR, PDC, Verts et Verts libéraux).
| Candidats            | Candidats            | Partis               | Premier tour | Premier tour |
| Candidats            | Candidats            | Partis               | Voix         | %            |
| -------------------- | -------------------- | -------------------- | ------------ | ------------ |
|                      | Simonetta Sommaruga  | PS                   | 192          | 78,68        |
|                      | Regula Rytz          | PES                  | 13           | 5,32         |
|                      | voix éparses         |                      | 13           | 5,32         |
|                      |                      |                      |              |              |
| Votes valables       | Votes valables       | Votes valables       | 218          |              |
| Votes blancs et nuls | Votes blancs et nuls | Votes blancs et nuls | 26           |              |
| Total                | Total                | Total                | 244          |              |

### Réélection d'Alain Berset
La réélection d'Alain Berset est soutenue par l'ensemble des groupes parlementaires (UDC, PSS, PLR, PDC, Verts et Verts libéraux).
| Candidats            | Candidats            | Partis               | Premier tour | Premier tour |
| Candidats            | Candidats            | Partis               | Voix         | %            |
| -------------------- | -------------------- | -------------------- | ------------ | ------------ |
|                      | Alain Berset         | PS                   | 214          | 87,70        |
|                      | voix éparses         |                      | 16           | 6,55         |
|                      |                      |                      |              |              |
| Votes valabes        | Votes valabes        | Votes valabes        | 230          |              |
| Votes blancs et nuls | Votes blancs et nuls | Votes blancs et nuls | 14           |              |
| Total                | Total                | Total                | 244          |              |

### Réélection de Guy Parmelin
La réélection de Guy Parmelin est soutenue par l'ensemble des groupes parlementaires (UDC, PSS, PLR, PDC, Verts et Verts libéraux).
| Candidats            | Candidats            | Partis               | Premier tour | Premier tour |
| Candidats            | Candidats            | Partis               | Voix         | %            |
| -------------------- | -------------------- | -------------------- | ------------ | ------------ |
|                      | Guy Parmelin         | UDC                  | 191          | 78,27        |
|                      | voix éparses         |                      | 13           | 5,32         |
|                      |                      |                      |              |              |
| Votes valables       | Votes valables       | Votes valables       | 204          |              |
| Votes blancs et nuls | Votes blancs et nuls | Votes blancs et nuls | 40           |              |
| Total                | Total                | Total                | 244          |              |

### Réélection d'Ignazio Cassis
La réélection d'Ignazio Cassis est soutenue par les groupes parlementaires de l'UDC, du PLR et du PDC, mais est contestée par les groupes du PSS et des Verts qui estiment qu'un écologiste doit entrer au Conseil fédéral (du fait des bons résultats des Verts aux élections fédérales) et que le PLR, dont Ignazio Cassis est membre, n'a plus la légitimité nécessaire pour avoir deux sièges au gouvernement compte tenu de sa force électorale. Aussi ces deux groupes soutiennent-ils la candidature de l'écologiste Regula Rytz, alors que les Verts libéraux ne donnent pas de consignes de vote.
| Candidats            | Candidats            | Partis               | Premier tour | Premier tour |
| Candidats            | Candidats            | Partis               | Voix         | %            |
| -------------------- | -------------------- | -------------------- | ------------ | ------------ |
|                      | Ignazio Cassis       | PLR                  | 145          | 59,42        |
|                      | Regula Rytz          | PES                  | 82           | 38,          |
|                      | voix éparses         |                      | 13           | 5,73         |
|                      |                      |                      |              |              |
| Votes valables       | Votes valables       | Votes valables       | 238          |              |
| Votes blancs et nuls | Votes blancs et nuls | Votes blancs et nuls | 6            |              |
| Total                | Total                | Total                | 244          |              |

### Réélection de Viola Amherd
La réélection de Viola Amherd est soutenue par l'ensemble des groupes parlementaires (UDC, PSS, PLR, PDC, Verts et Verts libéraux).
| Candidats            | Candidats            | Partis               | Premier tour | Premier tour |
| Candidats            | Candidats            | Partis               | Voix         | %            |
| -------------------- | -------------------- | -------------------- | ------------ | ------------ |
|                      | Viola Amherd         | PDC                  | 218          | 89,34        |
|                      | voix éparses         |                      | 14           | 5,73         |
|                      |                      |                      |              |              |
| Votes valables       | Votes valables       | Votes valables       | 232          |              |
| Votes blancs et nuls | Votes blancs et nuls | Votes blancs et nuls | 11           |              |
| Total                | Total                | Total                | 244          |              |

### Réélection de Karin Keller-Sutter
La réélection de Karin Keller-Sutter est soutenue par l'ensemble des groupes parlementaires (UDC, PSS, PLR, PDC, Verts et Verts libéraux). Les Verts ont entretenu un doute concernant leur décision, se réservant le droit d'attaquer son siège s'ils n’étaient pas parvenus à prendre celui d'Ignazio Cassis[réf. nécessaire]. Ils l'ont finalement soutenue, ne voulant pas attaquer le siège d’une femme. De manière surprenante, un autre PLR, Marcel Dobler, reçoit 21 voix.
| Candidats            | Candidats            | Partis               | Premier tour | Premier tour |
| Candidats            | Candidats            | Partis               | Voix         | %            |
| -------------------- | -------------------- | -------------------- | ------------ | ------------ |
|                      | Karin Keller-Sutter  | PLR                  | 169          | 69,26        |
|                      | Marcel Dobler        | PLR                  | 21           | 8,60         |
|                      | voix éparses         |                      | 16           | 5,73         |
|                      |                      |                      |              |              |
| Votes valables       | Votes valables       | Votes valables       | 206          |              |
| Votes blancs et nuls | Votes blancs et nuls | Votes blancs et nuls | 38           |              |
| Total                | Total                | Total                | 244          |              |

## Élection du chancelier de la Confédération

### Déroulement de l'élection
Le chancelier de la Confédération est élu en même temps que les conseillers fédéraux, juste après leur élection, selon les mêmes règles. Il est donc également élu par l'Assemblée fédérale.

### Chancelier se représentant à sa propre succession
| Nom              | Né(e) le   | Canton d'origine | Parti | Date d'élection |
| ---------------- | ---------- | ---------------- | ----- | --------------- |
| Walter Thurnherr | 11.07.1963 | AG               | PDC   | 09.12.2015      |

### Élection du chancelier de la Confédération
La réélection du chancelier est soutenue par l'ensemble des groupes parlementaires (UDC, PSS, PLR, PDC, Verts et Verts libéraux),.
| Candidats            | Candidats            | Partis               | Premier tour | Premier tour |
| Candidats            | Candidats            | Partis               | Voix         | %            |
| -------------------- | -------------------- | -------------------- | ------------ | ------------ |
|                      | Walter Thurnherr     | PDC                  | 219          | 90,49        |
|                      | voix éparses         |                      | 5            | 2,73         |
|                      |                      |                      |              |              |
| Votes valables       | Votes valables       | Votes valables       | 224          |              |
| Votes blancs et nuls | Votes blancs et nuls | Votes blancs et nuls | 17           |              |
| Total                | Total                | Total                | 242          |              |